# Kominiarka

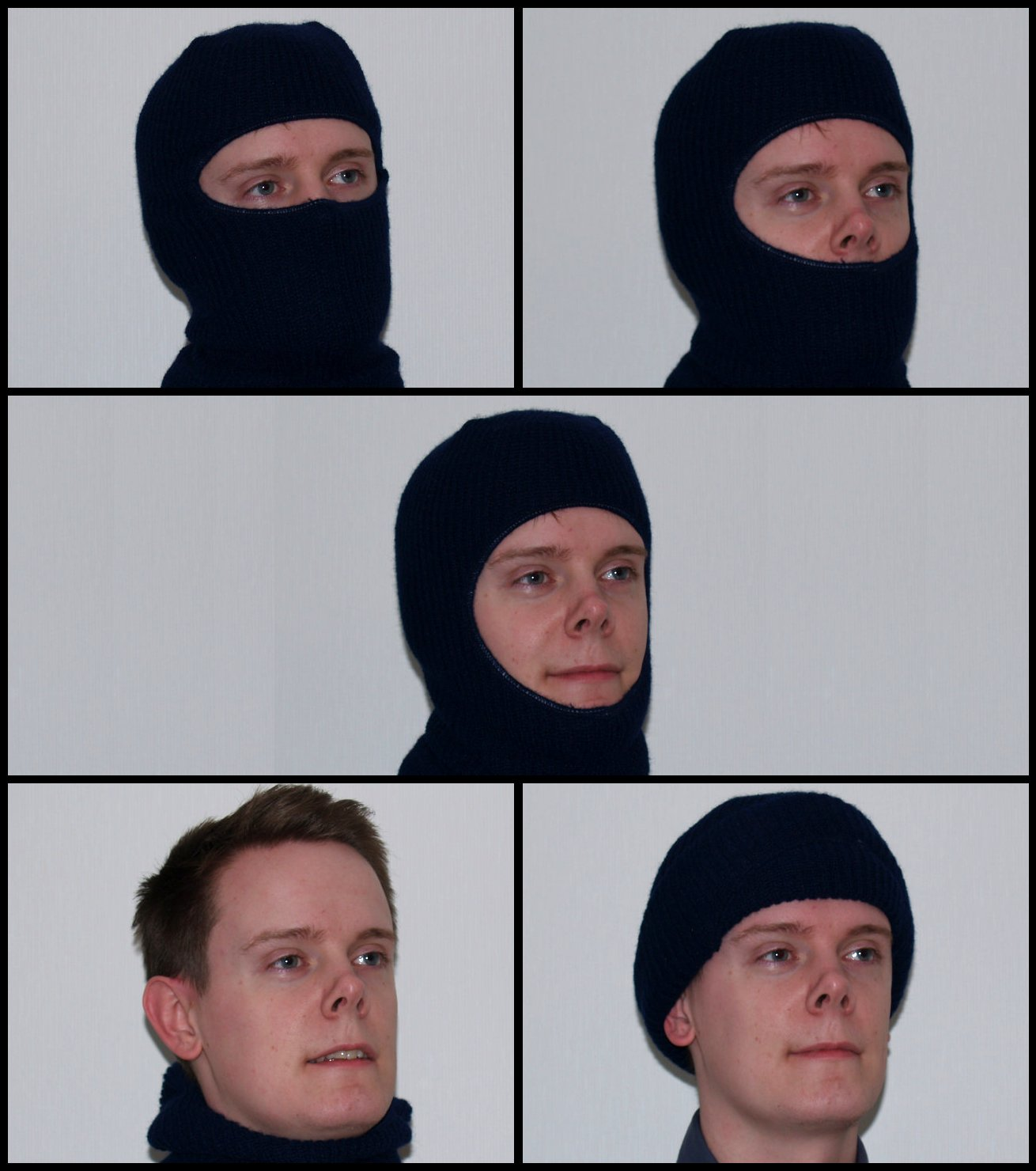
Sposoby noszenia kominiarki

Kominiarka (balaklawa) – nakrycie głowy oraz twarzy. Ma jeden lub dwa otwory na oczy, niekiedy również otwór na usta.
Istnieją różne rodzaje kominiarek, zarówno takie, które chronią twarz przed odmrożeniem, jak i takie, z cienkiego materiału, które służą zachowaniu higieny, kiedy ma się na głowie kask. Bywa używana także w celu utrudnienia ustalenia tożsamości. Kominiarki spotyka się też pod nazwą "balaklava". Nazwa ta pochodzi od nazwy miejscowości Bałakława (ang. Balaklava), gdzie w czasie wojny krymskiej w roku 1854 ocieplacze tego typu były wyczekiwane przez żołnierzy, choć nigdy nie dotarły do zmagających się z trudnymi warunkami Brytyjczyków. Nazwa upowszechniła się pod koniec XIX w. Historia kominiarki jest jednak znacznie dłuższa i przejawia się w historii wojskowości już od czasów Templariuszy czy wyposażenia ułanów. Obecnie kominiarka kojarzona jest głównie z oddziałami specjalnymi bądź osobami chcącymi zamaskować swoją tożsamość.